# スージー・ケンティキアン
スージー・ケンティキアン（Susi Kentikian、1987年9月11日 - ）は、ドイツの女子プロボクサー。本名はスジアンナ・レヴォノヴナ・ケンティキアン（Susianna Levonovna Kentikian）。アルメニア・エレバン出身。ケンティシャン表記も見られる。
2014年9月13日にセシリア・ブレークフスに塗り替えられるまでは連続女子世界王座最多防衛数で世界最多となる14という記録を保持していた。
2009年11月18日にはWBAから女子ボクサーとして初めてスーパー王座に認定された。

## 来歴
5歳のとき、ナゴルノ・カラバフ戦争のため、家族とともに生まれ故郷を離れハンブルクに移住。12歳でボクシングを始めた。
アマチュアで実績を重ねた後、2005年1月15日、ザクセン＝アンハルト州マクデブルクでデビュー戦を行い、4回3-0（3者とも40-36）の判定勝ちを収め白星でデビューを飾った。 
2006年7月25日、ハンブルクでダニエラ・グラフとドイツフライ級王座決定戦を行い、10回3-0（2者が98-92、99-91）の判定勝ちを収め王座獲得に成功した。
2006年9月9日、マクデブルクでマリベル・ズリータとWIBFインターコンチネンタルフライ級王座決定戦を行い、4回TKO勝ちを収め王座獲得に成功した。
2006年11月21日、ハンブルクでマヤ・フレンツェルと対戦し、4回1分35秒TKO勝ちを収め初防衛に成功した。 
2007年2月16日、ケルンのファイト・ナイト・アリーナでカロリーナ・アルバレスとWBA女子世界フライ級初代王座決定戦を行い、9回27秒TKO勝ちを収め王座獲得に成功した。
2007年3月30日、ケルンのケルンアレーナでマリア・ホセ・ヌネスと対戦し、3回TKO勝ちを収め初防衛に成功した。
2007年5月25日、ファイト・ナイト・アリーナでナディア・ホックミと対戦し、10回2-1（97-93、98-92、93-97）の判定勝ちを収め2度目の防衛に成功した。
2007年9月7日、デュッセルドルフのブルク・ヴェヒター・カステロでシャニー・マーティンと対戦し、3回1分14秒TKO勝ちを収め3度目の防衛に成功した。 
2007年12月7日、ハンブルクのシュポルトハレ・ハンブルクで空位のWIBF世界フライ級王座決定戦をナディア・ホックミと対戦し、10回3-0（97-95、2者が96-94）の判定勝ちを収めWBA王座4度目の防衛とWIBF王座獲得に成功した。
2008年2月29日、シュポルトハレ・ハンブルクでサラ・グッドソンと対戦し、3回57秒TKO勝ちを収めWBA王座は5度目、WIBF王座初防衛に成功した。
2008年5月10日、ハレ・アン・デア・ザーレでメアリー・オルテガと対戦し、初回1分53秒TKO勝ちを収めWBA王座は6度目、WIBF王座2度目の防衛に成功した。
2008年8月29日、ブルク・ヴェヒター・カステロでハガー・シュモールフェルド・ファイナーと対戦し、10回3-0（97-93、98-92、99-91）の判定勝ちを収めWBA王座7度目、WIBF王座3度目の防衛に成功した。
2008年12月5日、ハレ・アン・デア・ザーレでアナスタシア・トクタロヴァと対戦し、10回3-0（98-92、99-92、99-91）の判定勝ちを収めWBA王座は8度目、WIBF王座4度目の防衛に成功した。 
2009年3月20日、シュポルトハレ・ハンブルクでエレナ・リードと対戦し、10回3-0（2者が100-90、100-91）の判定勝ちを収めWBA王座は9度目、WIBF王座5度目の防衛に成功した。
2009年7月4日、ハンブルクのカラー・ライン・アレーナでカロリーナ・グティエレス・ガイテと対戦し、10回3-0（3者とも100-90）の判定勝ちを収めWBA王座は10度目、WIBF王座6度目の防衛に成功した。 
2009年10月10日、メクレンブルク＝フォアポンメルン州ロストックのシュタットハレ・ロストックでWBO女子世界フライ級王座決定戦をジュリア・サヒンと対戦し、10回10回3-0（98-92、96-94、97-93）の判定勝ちを収めWBA王座は11度目、WIBF王座は7度目の防衛、WBO王座獲得に成功した。
2009年11月18日、女子ボクサーとして初めてWBAからスーパー王座に認定された。
2010年4月24日、シュポルトハレ・ハンブルクでWIBA世界フライ級暫定王者ナディア・ラオウイと対戦し、10回2-1（96-94、95-96、96-94）の判定勝ちを収めWBA王座は12度目、WIBF王座は8度目、WBO王座初防衛に成功した。
2010年7月17日、シュヴェリーンのスポーツ・アンド・コングレス・センターでアレリー・ムシーニョと対戦し、偶然のバッティングによる負傷で試合続行が不可能となった為、3回27秒、0-1（2者が19-19、18-20）の負傷判定で引き分けたがWBA王座13度目、WIBF王座9度目、WBO王座2度目の防衛に成功したが、無効試合となった。 
2011年3月26日、ハンブルクでアナ・アナソラと対戦し、10回3-0（99-90、98-92、97-92）の判定勝ちを収め10度目の防衛に成功した。
2011年10月21日、ブランデンブルク州フランクフルト・アン・デア・オーダーのブランデンブルクハレでWBO女子世界ミニフライ級王者のティラポン・パンニミッと対戦し、10回3-0（3者とも100-90）の判定勝ちを収めWBA王座14度目、WIBF王座11度目、WBO王座3度目の防衛に成功した。
2012年5月16日、ブランデンブルクハレでメリッサ・マックモローと対戦し、プロ初黒星となる10回0-2（95-95、2者が94-96）の判定負けを喫しWIBF王座12度目、WBO王座4度目の防衛に失敗し王座から陥落した。この敗戦でWBAからスーパー王座を剥奪され正規王座に差し戻された。 
2012年12月1日、デュッセルドルフのブルク・ヴェヒター・カステロで元WBC女子世界ミニマム級王者カリーナ・モレノと対戦し、10回1-2（2者が94-96、97-93）の判定負けを喫し15度目の防衛に失敗、王座から陥落した。 
2013年2月1日、ISSドームでサナエ・ジャーとWBA女子世界フライ級暫定王座決定戦を行い、10回3-0（99-90.5、98-93、97.5-92）の判定勝ちを収め暫定ながら王座返り咲きに成功した。
2013年7月6日、ドルトムントのヴェストファーレンハーレンでカリーナ・モレノと王座統一戦を行い、10回3-0（96-94、97-93、97-93）の判定勝ちを収め王座統一に成功(記録上は初防衛)、7ヵ月ぶりの再戦で雪辱を果たした。 
2013年11月30日、WBAからスーパー王座に再認定された。
2013年12月7日、シュトゥットガルトのポルシェ・アレーナでシモーナ・ガラッシと対戦し、10回3-0（98.5-94、99-91.5、97-95.5）の判定勝ちを収め2度目の防衛に成功した。 
2014年5月31日、クレーフェルトのケーニヒ・パラストで金丹菲と対戦し、9回1分31秒TKO勝ちを収め3度目の防衛に成功した。
2014年11月8日、ポルシェ・アレーナでWBA女子世界スーパーフライ級王者藤岡奈穂子と対戦し、10回3-0（96-94、97-93、97-94）の判定勝ちを収め4度目の防衛に成功した。
2015年10月2日、ハンブルクハンブルク・ミッテ区ヴィルヘルムスブルクでスサナ・クルス・ペレスと対戦し、10回3-0（2者が97-93、98-92）の判定勝ちを収め5度目の防衛に成功した。

## 戦績
- 38戦35勝（17KO）2敗1無効試合

## 獲得タイトル
- ドイツ女子フライ級王座
- WIBFインターコンチネンタルフライ級王座
- 初代WBA女子世界フライ級王座（防衛11⇒スーパー王座に認定）
- WBA女子世界フライ級スーパー王座（防衛3）
- WIBF女子世界フライ級王座
- 初代WBO女子世界フライ級王座（防衛3度）
- WBA女子世界フライ級暫定王座（防衛1⇒正規王座に認定）
- 第3代WBA女子世界フライ級王座（防衛0⇒スーパー王座に認定）
- WBA女子世界フライ級スーパー王座（防衛4）